# Tim Heidecker
Timothy Richard Heidecker ([haɪdɛkər]; geboren op 3 februari 1976) is een Amerikaans komiek, schrijver, regisseur, acteur en muzikant. Hij is het beste bekend als de helft van het comedyduo Tim & Eric, samen met Eric Wareheim.
Heidecker heeft geacteerd in verschillende films, waaronder Bridesmaids (2011), Tim and Eric's Billion Dollar Movie (2012), The Comedy (2012), Ant-Man and the Wasp (2018), Us (2019) en Y2K (2024). Van 2011 tot op heden presenteert hij samen met Gregg Turkington de online comedyserie On Cinema.
- Gemeinsame Normdatei: 1082012920
- International Standard Name Identifier: 0000 0000 7126 3765
- Library of Congress Control Number: no2009137889
- MusicBrainz: 2c1ddd9e-0296-47f3-9a81-413916f41119
- Nationale Bibliotheek van Israël: 987007419323105171
- Système universitaire de documentation: 235877670
- Virtual International Authority File: 100739968
- WorldCat: E39PBJwMxJkpVYwHHctmFrfTHC